# Angry Birds. Сердитые птички
«Angry Birds. Сердитые птички» — мультсериал по мотивам популярной игры компании Rovio Entertainment — Angry Birds. Премьера мультсериала состоялась 17 марта 2013 года. Финальная серия вышла 13 мая 2016 года. Новые серии в разработке.

## Сюжет
Мультфильм повествует о жизни птиц на острове Свиней. Гадкие зелёные свиньи всё время пытаются украсть яйца у птиц чтобы приготовить яичницу для Короля. Свиньи не понимают, что эти яйца - это дети самих птиц. Птицам необходимо объединиться в одну команду, чтобы спасти яйца и не дать свиньям похитить яйца. Каждая попытка свиней заканчивается провалом.

## Описание
В июне 2011 года компания Rovio купила финскую студию мультипликации Kombo, где создавались мультипликационные трейлеры к их играм и эпизодам. Затем в 2012 году Rovio объявила о создании мультсериала Angry Birds.
В феврале 2013 года Rovio объявили точной датой выхода первых новых серий мультфильма 16 и 17 марта. Показ первого сезона начался 17 марта 2013, а закончился 9 марта 2014 года. После окончания первого сезона на протяжении нескольких недель выходили серии из цикла небольших трейлеров под названием Best of Angry Birds Toons, представлявших собой обычную подборку кадров из других серий, но 11 апреля 2014 и они перестали выпускаться. Студиями анимации мультсериала, как указано в титрах, являются:
- DHX Media,
- Toon City Animation,
- Sony Pictures Animation

## Персонажи

### Птицы
- Ред (первое появление Chuck Time) — вожак стаи птиц и главный герой сериала. Особенно сильно заботится о яйцах. Старается уничтожать свиней при первой же возможности.
- Джей, Джейк и Джим (первое появление Full Metal Chuck) — три брата-близнеца, весёлые и активные птицы. Они любят шалости, зачастую они приводят к безответственным поступкам. Любят подшучивать над другими птицами. Вместе с этим очень прозорливы, и на раз раскусывают козни свиней, хотя перед расправой предпочитают прикинуться глупыми птицами и поиздеваться над свиньями.
- Чак (первое появление Chuck Time) — друг Реда. Быстрый и спортивный, немного тщеславен. Имеет способность ускоряться так, что все вокруг замедляется.
- Матильда (первое появление Egg Sounds) — заботливая, добрая, любит детей, имеет кулинарные навыки, хотя иногда её стряпнёй можно кормить разве что свиней. Имеет какое-то отношение к культуре хиппи.
- Бомб (первое появление Off Duty) — друг Реда. Весёлый, и в то же время агрессивный. Любит мороженое, кукурузу и умеет взрываться. Однако после взрыва он остаётся целым и невредимым.
- Бабблз (первое появление Night of the Living Pork) — весёлый и дружелюбный, очень сильно любит сладости, а когда у него отбирают конфеты, то он приходит в ярость и делает всё, чтобы заполучить конфеты обратно. Имеет развитые лёгкие, благодаря которым может сильно надуваться. Как и Синие птицы — ребёнок. Может раздуваться до размеров Теренса.
- Теренс (первое появление Gardening with Terence) — старший брат Реда. Как показано в мультфильме, угрюмый, упёртый и суровый, даже немного диковатый. Спокоен и прочен как стена. Но, несмотря на это, он иногда улыбается. Чудесным образом перемещается на большие расстояния.
- Яйца (первое появление Egg Sounds) — дети птиц. По сюжету, их хотят украсть свиньи (думая, что это съедобное) и приготовить яичницу. Каждая из взрослых птиц хочет привить потомству свой характер.

### Зелёные свиньи
- Король свиней Гладкие Щёки (первое появление Where’s my crown?) — предводитель свиней и главный антагонист сериала. Мечтает получить яйца птиц и приготовить из них яичницу. Жаден, глуповат, труслив, ленив, эгоистичен, любит сладкое. Привык, что его приказам все подчиняются. В большинстве серий ведёт себя как ребёнок. Любит играть в детские игрушки и плакать.
- Обычные свиньи (первое появление Where’s my crown?) — весёлые и верные слуги Короля, выполняющие всю чёрную работу, готовы выполнить любой приказ. Очень общительны и социальны, обожают вечеринки и праздники. Не узнают высокопоставленных лиц без их головного убора, в том числе не узнают Короля свиней, Капрала и шеф-повара.
- Капрал (первое появление Where’s my crown?) — свин в шлеме. Руководит обычными свиньями, а также является начальником стражи Короля свиней. Пытается украсть яйца птиц, но все его попытки и планы проваливаются. В серии Thunder Chuck изменился — кожа стала болотного цвета, шлем стал по цвету ближе к чёрному, на ремне шлема появилась карта пиковый туз.
- Свин — шеф-повар (первое появление True Blue?) — серый кардинал и правая рука Короля свиней. Втайне мечтает захватить власть в Городе Свиней. Ради власти готов на любою хитрость.
- Усатый барон (первое появление Slappy-Go-Lucky) — начальник служб безопасности Свиного Города. Хочет получить повышение от Короля свиней. Ради этого готов на всё. Подобно пещерному свину, имеет надорванное ухо.
- Свин-летописец (первое появление Love is in the Air) —  свин который работает в свином городе служителем церкви и летописцем. Очень чувствительный.
- Хэмбо (первое появление Hambo) — свин, по приказу капрала, пытался украсть яйца. Упорный и смелый боец. Он больше всех других свиней преуспел в этом. Является пародией на Рэмбо.
- Обычный свин-заключённый (первое появление Hamshank Redemption) — заключён в тюрьму за нарушения правил Свиного города. Правда, он почти сразу же сбежал оттуда. Отличается от других свиней густыми бровями и шрамом, поперечно рассекающим правую бровь на две части.
- Накаченный свин («Голиаф» или «Халк») (первое появление Hamshank Redemption) — накачан и глуповат. Так же был заключён в тюрьму. Позже освобождён. Имеет злобный характер, который временами меняется. Привык решать все проблемы своей огромной силой. Любит подраться, но при условии, что выиграет. Не может терпеть проигрыши.
- Эль свинадор (первое появление El Porkador!) — этот огромный свин является супер-оружием свиней. Вполне неплохо поёт.
- Свин-певец (первое появление Operation Opera) — по ходу эпизода помогает Усатому барону с кражей яиц. Очень хорошо поёт.
- Свиньи-зомби (первое появление Night Of The Living Pork) — являются нежитью. Видимо они не подчиняются Королю свиней. Живут на кладбищах, очень любят конфеты.
- Свин-профессор (первое появление Slappy-Go-Lucky) —  умнейший свин из них всех. Изобретает разные машины и приспособления. Одно из них Усатый барон планировал использовать для кражи яиц.
- Пещерный свин (первое появление Cave Pig) — Является древнейшим свином. Похож на короля, носит древнюю одежду. Имеет густые брови и несимметричные надкусанные уши. Также торчат волоски. Этим он отличается от короля.
- Свин-ведущий новостей (первое появление Chuckmania) — является ведущим своей программы, пародия на Ларри Кинга.

## Озвучивание
Ни один персонаж сериала не говорит. Птицы чирикают, свиньи хрюкают. Но эти звуки, включая крики, стоны, рычание, писк, визг, смех и т. д. издают люди, финские актёры (нередко и сами создатели сериала — сценаристы, композиторы, режиссёры).
- Антти Пакконен: Рэд, Король свиней, свин-заключённый, свиньи-зомби, «Луч», накаченный свин, свин-великий саксофонист (В серии Royal Heist-Антти ЭлДжей Пакконен), свин-охранник, SWAT свиньи, свинка-златовласка, свиньи-водители, старый свин-дворецкий, второй свин-телохранитель, свин-дворецкий (в детективе), свиньи-полицейские.
- Антти ЭлДжей Пакконен: Чак, Матильда, Капрал, Свиньи-охранники, Бабблз, Эль Свинадор, Хэмбо, свинья-«Дон», свин-шаман, свин-агент, игрушечный пёсик, свиньи-воры, свиньи-бандиты, свин-телеведущий, молодой свин-дворецкий, свин-фокусник, первый свин-телохранитель, обычные свиньи (в детективе), свин-стекломоищик, свин-«преследователь», свин-продавец игрушек.
- Лин Джуаглион: Синие птицы.
- Хелья Хеиккинен: Синие птицы, Теренс.
- Паси Руохонен: Бомб.
- Дуглас Блэк Хитон: Бомб в костюме пчелы.
- Аку Лаитинен: Свинья-шеф-Повар, улитка, Пещерный свин.
- Антти Якола (с серии «Bearded Ambition» — Антти ЭлДжей Пакконен): Профессор Свин.
- Рауно Ахонен: Усатый барон.
- Эрик Джуаглион: Гном.
- Гиан Маджиди (с серии «Romance in a Bottie» — Дуглас Блэк Хитон): Свин-певец.
- Крис Сэдлер (с серии «Sir Bomb of Hamelot» — Антти ЭлДжей Пакконен): Свин-летописец.
- Антти Пакконен, Антти ЭлДжей Пакконен, Аку Лаитинен, Антти Якола (в первых сериях некоторые группы свиней озвучивали: Илмари Хаккола, Салла Хаккола, Ким Хельминен, Антти Кемппаинен, Ида Коивисто и Иро Коивунен): обычные свиньи.
- Антти ЭлДжей Пакконен, Ким Хельминен и Дуглас Блэк Хитон: свиньи, исполняющие рождественскую песню.
- Антти Кемппаинен, Олли Лааманен, Ким Хельминен и Эрик Бастьер: свиньи-зрители хоккея, бокса.
- Ханна Ринне, Жанна Роиваинен, Мика Ниинимаа, Николя Стретта, Сантту Сиерилья, Вилле Лепистё: свиньи-слушатели.

## Список серий

### 1 сезон
| Оригинальное название        | Дата премьеры | Русское название            | Продолжительность | Сюжет |
| ---------------------------- | ------------- | --------------------------- | ----------------- | --- |
| 1. Chuck Time                | 17. 03. 2013  | Управление временем         | 2 мин 45 сек.     | Рэд и Чак выбирали место установки рогатки на скале, но в результате Рэд сорвался с обрыва, и Чак применил свою супер-скорость, чтобы его спасти.                                                   |
| 2. Where’s my crown?         | 28. 03. 2013  | А где моя корона?           | 2 мин, 38 сек.    | Король свиней при выходе из дворца теряет свою корону, а свин-уборщик выбрасывает её. А без короны никто не узнает Короля Свиней, и стражники не пускают его во дворец.                             |
| 3. Full Metal Chuck          | 11. 04. 2013  | Цельнометаллический Чак     | 2 мин, 45 сек.    | Чак собирается тренировать синих птиц, но не так всё просто, как кажется. Синие птицы не поддадутся Чаку.                                                                                           |
| 4. Another Birthday          | 12. 04. 2013  | Просто день рождения        | 2 мин, 43 сек.    | У одной из свиней день рождения, но остальные, похоже, этого не знают. |
| 5. Egg Sounds                | 18. 04. 2013  | Необычные звуки             | 2 мин, 40 сек.    | Птицы удивились, когда яйца стали издавать звуки. Но они даже и не догадываются, что над ними шутят синие птицы.                                                                                    |
| 6. Pig Talent                | 19. 04. 2013  | Конкурс талантов            | 2 мин, 45 сек.    | У свиней конкурс талантов, а так как судья — Король свиней, конкурсанты очень нервничают, и вовсе не напрасно.                                                                                      |
| 7. Cordon Bleugh!            | 25. 04. 2013  | Кордон блю                  | 2 мин, 45 сек.    | Матильда наготовила птицам своего «вкусного» супа. Теперь птицам придётся пытаться избавляться от ужасного отвара.                                                                                  |
| 8. True Blue?                | 23. 05. 2013  | Синий свин                  | 2 мин, 45 сек.    | Шеф-повар приказал малой свинье переодеться в костюм синей птицы, чтобы украсть яйца. Но синие птицы тоже не лыком шиты.                                                                            |
| 9. Do As I Say!              | 24. 05. 2013  | Праздник непослушания       | 2 мин, 42 сек.    | Матильда учит синих птиц тому, как надо себя вести. Но как она сама себя поведёт, когда нападут свиньи?                                                                                             |
| 10. Off Duty                 | 30. 05. 2013  | Рэд берёт выходной          | 2 мин, 44 сек.    | Рэд отправляется в отпуск, оставив Чака, Бомба и синих охранять яйца. Но они тоже намерены отдохнуть.                                                                                               |
| 11. Slingshot 101            | 01. 06. 2013  | Курс рогатки для начинающих | 2 мин, 41 сек.    | Синие птицы резвятся рядом с рогаткой, Рэд решает показать им, что надо делать с рогаткой. |
| 12. Thunder Chuck            | 24. 06. 2013  | Чак-громобой                | 2 мин, 44 сек.    | Чака оставили дежурить во время шторма. Он очень боится молний и грома, но не хочет этого показывать.                                                                                               |
| 13. Gardening with Terence   | 25. 06. 2013  | Садоводство с Теренсом      | 2 мин, 47 сек.    | Теренс отбрасывает огромную тень на сад Матильды. Сможет ли она что-нибудь сделать и спасти свои цветы?                                                                                             |
| 14. Dopeys on a Rope         | 01. 07. 2013  | Невезучий коммандос         | 2 мин, 51 сек.    | Свиньи планируют атаку сверху, но из-за их неуклюжести вряд ли что-то получится. |
| 15. Trojan Egg               | 02. 07. 2013  | Троянское яйцо              | 2 мин, 46 сек.    | Король свиней и Шеф-повар готовят атаку, похожую на троянского коня, на яйца птиц. Тем временем Свинья Шеф-повар планирует захват власти в Королевстве свиней.                                      |
| 16. Double Take              | 08. 07. 2013  | Где же яйца?                | 2 мин, 46 сек.    | Матильда оставляет Синих птиц приглядывать за яйцами. Свиньи тем временем переодеваются яйцами, чтобы украсть их.                                                                                   |
| 17. Crash Test Piggies       | 09. 07. 2013  | Свиньи-испытатели           | 2 мин, 44 сек.    | Капрал составляет план ракеты для похищения яиц. Он тестирует ракеты с помощью обычных свиней, но они работают не так, как хотелось бы.                                                             |
| 18. Slappy-Go-Lucky          | 22. 07. 2013  | Дуракам везёт               | 2 мин, 45 сек.    | Усач крадёт чертежи Профессора Свина и создаёт огромную машину для расправы над птицами. Он демонстрирует изобретения Королю свиней и публике, но всё идёт не так, как он планировал.               |
| 19. Sneezy Does It           | 07. 08. 2013  | Неблагодарная работа        | 2 мин, 45 сек.    | Малую свинью заставили тащить трон Короля Свиней. Сможет ли он выдерживать вес трона и монарха, чтобы донести его до дворца?                                                                        |
| 20. Run Chuck Run            | 13. 08. 2013  | Беги, Чак, беги             | 2 мин, 46 сек.    | Чак, будучи самым быстрым, уверен, что выиграет гонку. Но вскоре удивляется, что его чудесным образом обгоняет Теренс.                                                                              |
| 21. Hypno Pigs               | 14. 08. 2013  | Свиньи и гипноз             | 2 мин, 46 сек.    | Свиньям удаётся усыпить Рэда и они решают с ним немного поиграть… |
| 22. Egg’s Day Out            | 16. 08. 2013  | Большая прогулка            | 2 мин, 45 сек.    | Потерявшееся яйцо Рэда попадает в город свиней. Сможет ли Рэд вернуть его до того, как Свиньи заметят его и отдадут Королю на съедение?                                                             |
| 23. Gate Crasher             | 17. 08. 2013  | Как Чак на новые ворота     | 2 мин, 45 сек.    | Свиньи все-таки украли яйца, и Чак гонится за ними, но на пути у него встают стальные ворота. |
| 24. Hog Roast                | 17. 08. 2013  | Жаркое из свинины           | 2 мин, 45 сек.    | В городе свиней случился пожар, и за дело берутся пожарные-спасатели Свиного города, но их методы по спасению оставляют только желать лучшего.                                                      |
| 25. The Bird That Cried Pig  | 04. 09. 2013  | Птица, которая хотела славы | 2 мин, 44 сек.    | Чак завидует Бомбу, получившему уважение среди стаи после спасения яиц. Поэтому он решает подстроить кражу яиц.                                                                                     |
| 26. Hamshank Redemption      | 14. 09. 2013  | Побег из Свиношенка         | 2 мин, 46 сек.    | Свинья-заключённый хочет сбежать из тюрьмы, но что из этого выйдет? |
| 27. Green Pig Soup           | 21. 09. 2013  | Суп с зелёными свиньями     | 2 мин, 45 сек.    | Свиньи по приказу Капрала должны схватить яйца, притворившись кочанами капусты с помощью костюмов, а Матильда собралась готовить суп.                                                               |
| 28. Catch Of The Day         | 27. 09. 2013  | Большой улов                | 2 мин, 46 сек.    | Капрал и его подручные пытаются украсть яйца с помощью пушки, выстреливающей вантузом. Но Синие птицы не дремлют.                                                                                   |
| 29. Nighty Night Terence     | 28. 09. 2013  | Спокойной ночи, Теренс      | 2 мин, 45 сек.    | Теренс спит, свиньи пытаются украсть у него яйца, но это не так-то просто. |
| 30. Piggy Wig                | 18. 10. 2013  | Свинной парик               | 2 мин, 44 сек.    | Король свиней примеряет различные причёски, чтобы выглядеть важнее, но никакая ему не нравится. |
| 31. Pig Plot Potion          | 19. 10. 2013  | Чужой среди своих           | 2 мин, 44 сек.    | Свинья Шеф-повар создал зелье, с помощью которого он может превратить всё живое в свиней. |
| 32. Tooth Royal              | 20. 10. 2013  | Зуб глупости                | 2 мин, 45 сек.    | У Короля свиней болит зуб. Однако ни один из способов Усача вытащить зуб не срабатывает. |
| 33. Night of the Living Pork | 21. 10. 2013  | Ночь живых свиней           | 2 мин, 49 сек.    | Король свиней празднует Хэллоуин, но к нему приходят свиньи-зомби и просят конфеты. |
| 34. King Of The Castle       | 16. 11. 2013  | Кто в замке хозяин          | 2 мин, 45 сек.    | Король свиней хочет обставить Свинью Шеф-Повара в строительстве песчаного замка, но у Короля не очень получается.                                                                                   |
| 35. Love is in the Air       | 19. 11. 2013  | Влюблённый король           | 2 мин, 45 сек.    | На Короля свиней падает капуста, и он влюбляется в неё. Свиньи считают, что это мило, но Капрал беспокоится.                                                                                        |
| 36. Fired Up                 | 25. 11. 2013  | Огонь птицам не игрушка     | 2 мин, 45 сек.    | Стало ветрено и холодно. Чак хочет «нагреть» яйца, но, разумеется, ничего хорошего из этой идеи не вышло.                                                                                           |
| 37. Clash of Corns           | 27. 11. 2013  | Битва за кукурузу           | 2 мин, 43 сек.    | Бомб хочет съесть кукурузу, которую только что посадила Матильда. Та не хочет этого и выходит на тропу войны.                                                                                       |
| 38. A Pig’s Best Friend      | 30. 11. 2013  | Лучший друг свина           | 2 мин, 44 сек.    | Свиньи предлагают отдать Королю свиней захваченную синюю птицу в качестве домашнего животного. Король согласился.                                                                                   |
| 39. Slumber Mill             | 05. 12. 2013  | Квартирный вопрос           | 2 мин, 45 сек.    | Поверх дома свиньи-дровосека пристроена дорога. Это раздражает его, потому что он не может больше спать и работать.                                                                                 |
| 40. Jingle Yells             | 14. 12. 2013  | Дед мороз — зелёный нос     | 2 мин, 45 сек.    | Чтобы подобраться к яйцам, Капрал маскирует себя Сантой и малых свиней в его оленей. |
| 41. El Porkador!             | 28. 12. 2013  | Эль Свинадор!               | 2 мин, 45 сек.    | Чтобы украсть яйца, свиньи объединились с ужасающей гигантской свиньёй по имени Эль-Поркадор. Как птицы будут защищаться?                                                                           |
| 42. Hiccups                  | 06. 01. 2014  | Тройная икота               | 2 мин, 45 сек.    | У синих птиц икота. Другие птицы пытаются её остановить, но она становится все хуже. |
| 43. The Butterfly Effect     | 18. 01. 2014  | Эффект бабочки              | 2 мин, 45 сек.    | Матильда любуется на бабочек, у свиней появляется идея сделать искусственную бабочку, чтобы отвлечь Матильду от яиц.                                                                                |
| 44. Hambo                    | 20. 01. 2014  | Свинбо                      | 2 мин, 44 сек.    | Свиньи отправили Хэмбо к яйцам, чтобы украсть их. Но он оказался глупее, чем они думали. |
| 45. Bird Flu                 | 31. 01. 2014  | Птичий грипп                | 2 мин, 45 сек.    | Все птицы больны гриппом. Это большой шанс для свиней украсть яйца, если они сумеют не подхватить эту болезнь сами…                                                                                 |
| 46. Piggies from the Deep    | 19. 02. 2014  | Свинкулы                    | 2 мин, 44 сек.    | Две обычные свиньи переодеваются в костюмы акулы и пугают Усатую свинью. Усач хочет им отомстить.                                                                                                   |
| 47. Oh Gnome!                | 22. 02. 2014  | Нелюбимый подарок           | 2 мин, 45 сек.    | Чак предлагает гнома для Матильды в качестве подарка. К сожалению, гном выглядит действительно страшно и всё время пикает, и Матильда пытается избавиться от него так, что бы Чак этого не заметил. |
| 48. Shrub It In              | 02. 03. 2014  | Миллион роз для Матильды    | 2 мин, 45 сек.    | Синие просят Бомба делать большие взрывы. Они думают, что это смешно. Но затем всё выходит из-под контроля, и они случайно уничтожают взрывом любимый куст Матильды.                                |
| 49. The Truce                | 10. 03. 2014  | Перемирие                   | 2 мин, 45 сек.    | Свинья Шеф-повар хочет заключить перемирие с птицами. Для этого он устраивает пикник. Является ли задумка Шеф-Повара честной, или же он снова что-то задумал?                                       |
| 50. Operation Opera          | 20. 03. 2014  | Операция «Оперный певец»    | 2 мин, 45 сек.    | Матильда встречает птицу, которая очень красиво поёт. Но она не знает, что это не птица, а механическое устройство. Пока «птица» очаровывает Матильду пением, другие свиньи пытаются украсть яйца.  |
| 51. Chucked Out              | 28. 03. 2014  | Каратэ-Чак                  | 2 мин, 45 сек.    | У Чака появляется новое увлечение — каратэ. Однако это заходит слишком далеко, и он портит всю жизнь другим птицам. За это Чака выгоняют из стаи.                                                   |
| 52. Bomb’s Awake             | 29. 03. 2014  | Бессонная ночь              | 2 мин, 45 сек.    | Синим не спится. Бомб ходит во сне, нося при этом яйца на голове. На его пути очень много опасных мест. Синие пытаются расчистить Бомбу путь, не разбудив при этом вспыльчивую птицу.               |

### 2 сезон
| Оригинальное название     | Дата премьеры | Сюжет |
| ------------------------- | ------------- | --- |
| 1. Treasure Hunt          | 29. 10. 2014  | Король свиней находит карту, на которой отмечено крестиком место, где зарыт клад. Желая получить сокровища, он посылает лучших свиней города вместе с Хэмбо на его поиски. Следуя по болотам, лесам и таинственным пещерам, они пытаются найти клад.         |
| 2. Sweets of Doom         | 31. 10. 2014  | В Свинограде отмечают Хеллоуин. Все свиньи собираются идти на праздник-маскарад, который организуется во дворце Короля свиней. Кто-то одевает костюм Франкенштейна, кто-то — костюм мумии или зомби. На праздник приходит и Бабблз, одетый в костюм вампира. |
| 3. Party Ahoy             | 03. 11. 2014  | Свиньи решили хорошо развлечься и устроили вечеринку на далёком острове с вулканом. Король свиней собирается посетить её, но не успевает сесть на лодку, из-за чего расстраивается. Он просит Усача исправить эту несправедливость.                          |
| 4. Hide and Seek          | 07. 11. 2014  | Чак играет с Синими птицами в прятки. Ему приходит в голову мысль спрятаться в дупле большого дерева. Он прячется, в то время как синие птицы не могут найти хитреца.                                                                                        |
| 5. Sink or Swim           | 16. 11. 2014  | Птицы собираются купаться и зовут Рэда с собой. Тот отказывается, после чего уходит. Рэд хочет научиться плавать. |
| 6. Super Bomb!            | 24. 11. 2014  | Бомб находит супергеройский журнал и читает его. Птица принимает решение стать супегероем и совершает геройские, по его мнению, поступки. |
| 7. Just So                | 28. 11. 2014  | Рэд сидит возле гнезда, охраняя яйца. Свиньи в это время наблюдают за ним с дерева, думая, как бы им украсть лакомство. Внезапно Рэд видит сухую траву и начинает приводить всё в порядок.                                                                   |
| 8. The Miracle of Life    | 30. 11. 2014  | Свиньи, решая изменить свою тактику, отказываются от кражи яиц, похищая вместо них Рэда и Чака. Поначалу птицы не понимают, чего от них хотят, однако свиньи требуют, чтобы они отложили им хотя бы одно яйцо.                                               |
| 9. Cave Pig               | 12. 12. 2014  | Свиньи приносят во дворец Короля свиней пещерную свинью, которая заморожена. Король свиней встает ночью, чтобы перекусить и встречает её. |
| 10. Joy To The Pigs       | 18. 12. 2014  | Наступает Новый год. В Свинограде его тоже отмечают. Многие свиньи готовятся к нему и получают подарки, но не Король. |
| 11. Dogzilla              | 09. 01. 2015  | Свиньи находят на пляже коробку, в которой нашли игрушечную собачку. Но из-за собачки в Свинограде начинается хаос. |
| 12. Boulder Bro           | 13. 01. 2015  | Чак рисует на камне лицо. Он показывает своё умение заниматься каратэ. Он продолжает заниматься каратэ, а синие рисуют другое лицо. А позже камень падает с края скалы.                                                                                      |
| 13. Chuckmania            | 25. 01. 2015  | Чак возле водопада и яиц занимается каратэ, разбивает бревно и после этого прихорашивается в зеркале. Тем временем из окошка муляжа камня за ним наблюдает Усач. Он приказывает шести обычным свиньям начать операцию.                                       |
| 14. Not Without My Helmet | 28. 01. 2015  | Капрал и свиньи украли яйца и убегают от Бомба и Синих птиц. Бомб устраивает взрыв, и шлем Капрала слетает с его головы. Птицы забирают шлем себе и используют его как новое гнездо.                                                                         |
| 15. Mona Litha            | 24. 02. 2015  | Чак прихорашивается у зеркала. Выясняется, что он разыгрывает свидание с камнем, как-будто это-девушка. Он пытается впечатлить камень, но вскоре репетиция пошла не по плану.                                                                                |
| 16. Sir Bomb of Hamelot   | 25. 02. 2015  | В Свинограде проводится рыцарский турнир. Победителю достанется таинственный приз. Турнир начинается. |
| 17. Bearded Ambition      | 31. 03. 2015  | Король свиней и Свинья-Летописец гуляют по замку и вдруг Король видит, что у всех его предках есть борода. Король хочет иметь бороду, и Свинья-профессор делает для него специальную мазь, чтобы у Короля Свиней выросла борода.                             |
| 18. Cold Justice          | 20. 04. 2015  | Матильда приходит на хоккейный турнир свиней. Во время игры один из игроков травмируется, и она решает заменить его. |
| 19. Slow the Chuck Down   | 21. 04. 2015  | Чак бегает в гоночном шлеме, и за этим наблюдает Матильда. Чак прибегает к ней и начинает топтать огород. Матильда злится. |
| 20. Brutal vs Brutal      | 22. 04. 2015  | Чак, тренируясь с нунчаками, разбивает чайный сервиз свиней. Накаченный свин, который пил чай вместе со свиньями, злится и ломает нунчаки Чака. Между Чаком и Накаченным свином возникает вражда.                                                            |
| 21. Eating Out            | 29. 04. 2015  | Пока Матильда отдыхает на пляже, другие птицы остаются сами себе на ужин, но их кулинарные способности не так хороши, как могли быть. |
| 22. The Great Eggscape    | 30. 04. 2015  | Король свиней наконец-то получает яйца. Но неожиданно появляется Рэд, пришедший их забрать. Свиньи стараются убежать от него по длинной системе ходов. |
| 23. Sleep Like a Hog      | 01. 05. 2015  | Королю свиней снятся кошмары, и он криком будит весь город. Капрал и Свинья-профессор ищут способы усыпить его. |
| 24. Bombina               | 02. 05. 2015  | Свиньи прекрасно знают, как взрывоопасен Бомб и они придумывают способ увести его от яиц. |
| 25. Pig Possessed         | 22. 06. 2015  | Свинья-гадалка сглазила Короля свиней за то, что тот разнёс её шатёр, в Короля начинает вселяться демон, Свинья-летописец хочет помочь. |
| 26. Epic Sax-Off          | 23. 07. 2015  | Матильда играет на саксофоне, но тут появляется свин-саксофонист, который считает, что он играет лучше. Выход один: саксофоно-битва. |

## Трансляция
Angry Birds Toons можно просматривать не только в игре, но и в каналах разных стран мира:
- Финляндия — MTV3, МТВ3 Juniori
- Чили — Canal 13
- Индия — Cartoon Network
- Норвегия — TV2
- Украина — 1+1, ТЕТ, ПлюсПлюс
- Индонезия — ANTV, Global TV
- Бразилия — Gloob
- Австралия — Fox8
- Германия — RTL Super
- Франция — Gulli, Canal J
- Канада — Teletoon
- Великобритания — Channel 4
- Израиль — Arutz HaYeladim
- Соединённые Штаты Америки — Xfinity On Demand
- Сирия — Spacetoon
- Южная Корея — JEI ТВ, JEI EnglishTV
- Российская Федерация —  СТС, CTC Love, Карусель, Cartoon Classics

Также в будущем планируется открыть трансляцию и на других каналах мира:
- Великобритания — CITV, Cartoon Network Too
- Индонезия — SCTV, Spacetoon
- Канада — YTV, Nickelodeon
- Австралия — Go!, ABC1
- Российская Федерация, Хорватия, Филиппины — Nickelodeon